# John Kerr (regatista)
John Kerr (Toronto, 9 de agosto de 1951) es un deportista canadiense que compitió en vela en la clase Soling.
Participó en los Juegos Olímpicos de Los Ángeles 1984, obteniendo una medalla de bronce en la clase Soling (junto con Hans Fogh y Stephen Calder).
Ganó una medalla de bronce en el Campeonato Mundial de Soling de 1978 y tres medallas en el Campeonato Europeo de Soling entre los años 1978 y 1983.

## Palmarés internacional
| \| Juegos Olímpicos \| Juegos Olímpicos \| Juegos Olímpicos \| Juegos Olímpicos \| \| Año \| Lugar \| Medalla \| Clase \| \| ----------------------- \| ---------------------------- \| ----------------- \| ---------------- \| \| 1984 \| Los Ángeles (Estados Unidos) \| Medalla de bronce \| Soling \| \| Campeonato Mundial \| \| \| \| \| Año \| Lugar \| Medalla \| Clase \| \| 1978 \| Río de Janeiro (Brasil) \| Medalla de bronce \| Soling \| \| Campeonato Europeo[n 1] \| \| \| \| \| Año \| Lugar \| Medalla \| Clase \| \| 1978 \| Kiel (RFA) \| Medalla de oro \| Soling \| \| 1982 \| Copenhague (Dinamarca) \| Medalla de oro \| Soling \| \| 1983 \| Medemblik (Países Bajos) \| Medalla de oro \| Soling \| |                              |                   |        |
| Juegos Olímpicos |                              |                   |        |
| Año | Lugar                        | Medalla           | Clase  |
| 1984 | Los Ángeles (Estados Unidos) | Medalla de bronce | Soling |
| Campeonato Mundial |                              |                   |        |
| Año | Lugar                        | Medalla           | Clase  |
| 1978 | Río de Janeiro (Brasil)      | Medalla de bronce | Soling |
| Campeonato Europeo |                              |                   |        |
| Año | Lugar                        | Medalla           | Clase  |
| 1978 | Kiel (RFA)                   | Medalla de oro    | Soling |
| 1982 | Copenhague (Dinamarca)       | Medalla de oro    | Soling |
| 1983 | Medemblik (Países Bajos)     | Medalla de oro    | Soling |

1. ↑  En algunas ediciones del Campeonato Europeo se permitió la participación de regatistas de otros continentes.